# Get Yer Ya-Ya's Out! The Rolling Stones in Concert
| 평가 점수                     | 평가 점수 |
| 출처                          | 점수      |
| ----------------------------- | --------- |
| AllMusic                      | [ 1 ]     |
| Christgau's Record Guide      | B         |
| Entertainment Weekly          | B         |
| MusicHound Rock               | 2/5       |
| NME                           | 7/10      |
| Q                             | [ 5 ]     |
| The Rolling Stone Album Guide | [ 6 ]     |
| Uncut                         | [ 5 ]     |
| Record Collector              | [ 7 ]     |
| Encyclopedia of Popular Music | [ 8 ]     |

《Get Yer Ya-Ya's Out! The Rolling Stones in Concert》는 롤링 스톤스의 두 번째 라이브 음반으로 1970년 9월 4일, 영국의 데카 레코드와 미국의 런던 레코드에 발매되었다. 《Let It Bleed》 발매 직전인 1969년 11월, 뉴욕과 메릴랜드주 볼티모어에서 녹음되었다. 이 음반은 영국에서 처음으로 1위에 오른 라이브 음반이었고, 잘 알려진 해적판 《Live'r Than You'll Ever Be》에 대한 응답으로 발행된 것으로 보도되었다.

## 역사
롤링 스톤스 1969년 미국 투어에서 테리 리드, B.B. 킹(일부 날짜에 척 베리에 의해 배치됨), 아이크 & 티나 터너 등이 조연으로 출연하며 12월까지 미국 순회 공연을 했다. 이번 순회 공연은 7월 브라이언 존스가 죽기 직전에 존스를 대신한 롤링 스톤스의 믹 테일러에게는 처음 있는 일이었다. 이 음반은 또한 그가 《Let It Bleed》이라는 두 곡에만 참여한 첫 음반이기도 하다. 이 공연은 또한 공동 창업자이자 피아니스트인 이언 스튜어트와 함께 롤링 스톤스만 보여 준 마지막 투어이기도 했다.
1969년 11월 26일 메릴랜드주 볼티모어에서 녹음된 〈Love in Vain〉을 제외하고, 이번 발매를 위해 포착된 공연은 1969년 11월 27일(1회)과 1969년 11월 28일(2회)에 뉴욕의 매디슨 스퀘어 가든에서 녹음되었다. 오버더빙 세션은 1970년 1월 런던의 올림픽 스튜디오에서 진행되었다. 완성된 제품은 6곡에 오버덥 리드 보컬을, 3곡에 백업 보컬을 추가했고, 2곡(〈Little Queenie〉과 〈Stray Cat Blues〉)에 오버덥 기타를 추가했다. 하지만 이 음반은 이 시대에는 실제 '라이브' 음반 몇 장으로 널리 인정받고 있다.
《Get Yer Ya-Ya's Out!》이라는 제목은 블라인드 보이 풀러의 노래 〈Get Your Yas Out〉에서 따왔다. 풀러의 노래에 나오는 가사는 "Now you got to leave my house this morning, don't I'll throw your yas yas out o' door"라는 뜻으로, '김을 내뿜기 위해', '기력을 빼내라'는 뜻이다. 주로 섹스를 하는 속어로 쓰이고 있는데, 여기서 《Ya-Ya》는 여성의 젖가슴이다. 음반 앞면 커버에 착용한 찰리 와츠의 티셔츠에는 여성의 젖가슴 그림이 그려져 있다.
찰리 와츠와 당나귀가 등장하는 음반 커버의 두 가지 사진 세션 중 하나는 다큐멘터리 영화 《김미 셸터》에 묘사되어 있으며, 영국 버밍엄의 베스코트 레일 데포트에 인접한 M6 고속도로 구간에서 와츠와 믹 재거를 보여주며 당나귀를 포즈를 취하고 있다. 이것은 현재 RAC 건물이 서 있는 곳에 인접해 있다. 그러나 커버 사진은 1970년 2월 초 런던에서 찍은 것으로 1969년 회기부터 나온 것은 아니다. 당나귀 목에 기타와 베이스 드럼을 매달고 있는 와츠를 주인공으로 한 데이비드 베일리의 사진은 밥 딜런의 노래 〈Visions of Johanna〉에 나오는 줄에서 영감을 받은 것이다. "조안나의 머리에는 보석과 쌍안경이 매달려 있다"(말했듯이 사진 속의 동물은 노새가 아닌 당나귀다). 그 밴드는 나중에 "우리는 원래 코끼리를 원했지만 당나귀를 위해 정착했다"고 말하곤 했다. 와츠는 그의 의상(여자의 젖가슴 그림이 그려진 티셔츠를 포함)이 재거의 줄무늬 모자와 함께 평소 입는 무대 의상이었다고 말했다.
재거는 공연중인 그룹의 사진과 함께 노래 제목과 크레딧을 담은 뒷면 커버를 의뢰했는데, 스티브 토머스는 48시간 만에 디자인을 제작했고, 재거의 반응은 "나는 정말 너의 작품을 좋아해, 임마"라고 말했다.

## 곡 목록
모든 곡들은 특별한 언급이 없는 한 믹 재거와 키스 리처즈에 의해 작사/작곡하였다.
| #  | 제목                   | 작사·작곡   | 재생 시간 |
| -- | ---------------------- | ----------- | --------- |
| 1. | 〈Jumpin' Jack Flash〉 |             | 4:02      |
| 2. | 〈Carol〉              | 척 베리     | 3:47      |
| 3. | 〈Stray Cat Blues〉    |             | 3:41      |
| 4. | 〈Love in Vain〉       | 로버트 존슨 | 4:57      |
| 5. | 〈Midnight Rambler〉   |             | 9:05      |

| #  | 제목                       | 작사·작곡 | 재생 시간 |
| -- | -------------------------- | --------- | --------- |
| 1. | 〈Sympathy for the Devil〉 |           | 6:52      |
| 2. | 〈Live with Me〉           |           | 3:03      |
| 3. | 〈Little Queenie〉         | 베리      | 4:33      |
| 4. | 〈Honky Tonk Women〉       |           | 3:35      |
| 5. | 〈Street Fighting Man〉    |           | 4:03      |

## 인증
| 국가                                                            | 인증     | 판매량/출하량 |
| --------------------------------------------------------------- | -------- | ------------- |
| 캐나다 (뮤직 캐나다)                                            | 골드     | 50,000^       |
| 영국 (BPI)                                                      | 실버     | 60,000        |
| 미국 (RIAA)                                                     | 플래티넘 | 1,000,000^    |
| ^출하량을 기반으로 한 인증 · 판매량+스트리밍을 기반으로 한 인증 |          |               |